# 納薩赫河
50°1′49.5″N 10°29′46″E / 50.030417°N 10.49611°E

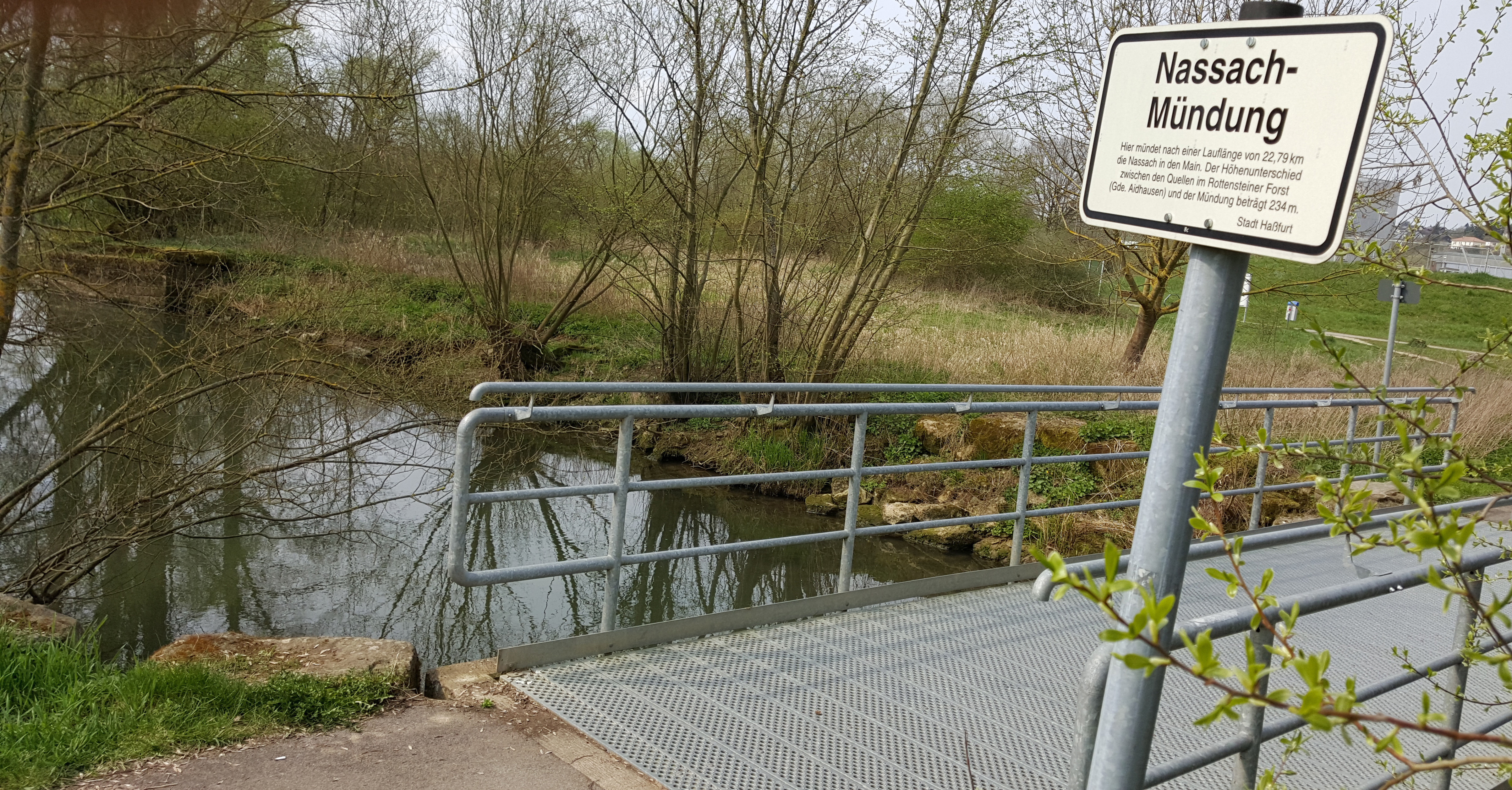

納薩赫河（德語：Nassach），是德國的河流，位於該國東南部，由巴伐利亞負責管轄，屬於美因河的右支流，河道全長23.9公里，流域面積157平方公里，河口處在哈斯富特。